# Renaissance (альбом Бейонсе)
Renaissance — сьомий студійний альбом співачки Бейонсе, представлений 29 липня 2022 року під лейблами Parkwood Entertainment та Columbia Records. Платівка стала комерційним успіхом. Вона дебютувала на першому місці американського чарту Billboard 200, що стало сьомим альбомом Бейонсе поспіль, який досяг цього, та має платиновий статус. Також альбом очолив чарти в Австралії, Бельгії, Канаді, Данії, Франції, Ірландії, Нідерландах, Новій Зеландії, Швеції та Великій Британії. Платиновий лід-сингл «Break My Soul» був випущений 20 червня 2022 року і досяг першого місця у чартах по всьому світі, включаючи US Billboard Hot 100. Другий сингл альбому, «Cuff It», увійшов до топ-десяти у Billboard Hot 100 та за кордоном. На підтримку альбому «Renaissance» Бейонсе вирушить у стадіонний тур «Renaissance World Tour», який заплановано на травень 2023 року.

## Список пісень
| #     | Назва                   | Тривалість |
| ----- | ----------------------- | ---------- |
| 1.    | «I'm That Girl»         | 3:28       |
| 2.    | «Cozy»                  | 3:30       |
| 3.    | «Alien Superstar»       | 3:35       |
| 4.    | «Cuff It»               | 3:45       |
| 5.    | «Energy»                | 1:56       |
| 6.    | «Break My Soul»         | 4:38       |
| 7.    | «Church Girl»           | 3:44       |
| 8.    | «Plastic Off the Sofa»  | 4:14       |
| 9.    | «Virgo's Groove»        | 6:08       |
| 10.   | «Move»                  | 3:23       |
| 11.   | «Heated»                | 4:20       |
| 12.   | «Thique»                | 4:04       |
| 13.   | «All Up in Your Mind»   | 2:49       |
| 14.   | «America Has a Problem» | 3:18       |
| 15.   | «Pure/Honey»            | 4:48       |
| 16.   | «Summer Renaissance»    | 4:34       |
| 62:14 |                         |            |

## Чарти

### Тижневі чарти
| Чарт (2022)                                          | Найвища позиція |
| ---------------------------------------------------- | --------------- |
| Австралія Australian Albums (ARIA)                   | 1               |
| Австрія Austrian Albums (Ö3 Austria)                 | 2               |
| Бельгія Belgian Albums (Ultratop Flanders)           | 1               |
| Бельгія Belgian Albums (Ultratop Wallonia)           | 1               |
| Канада Canadian Albums (Billboard)                   | 1               |
| Чехія Czech Albums (ČNS IFPI)                        | 4               |
| Croatian International Albums (HDU)                  | 3               |
| Данія Danish Albums (Hitlisten)                      | 1               |
| Нідерланди Dutch Albums (MegaCharts)                 | 1               |
| Фінляндія Finnish Albums (Suomen virallinen lista)   | 3               |
| Франція French Albums (SNEP)                         | 1               |
| Німеччина German Albums (Offizielle Top 100)         | 2               |
| Greek Albums (IFPI)                                  | 3               |
| Угорщина Hungarian Albums (MAHASZ)                   | 13              |
| Icelandic Albums (Plötutíðindi)                      | 2               |
| Ірландія Irish Albums (OCC)                          | 1               |
| Italian Albums (FIMI)                                | 2               |
| Японія Japanese Albums (Oricon)                      | 40              |
| Japanese Hot Albums (Billboard Japan)                | 44              |
| Lithuanian Albums (AGATA)                            | 2               |
| Нова Зеландія New Zealand Albums (Recorded Music NZ) | 1               |
| Норвегія Norwegian Albums (VG-lista)                 | 3               |
| Польща Polish Albums (ZPAV)                          | 3               |
| Португалія Portuguese Albums (AFP)                   | 2               |
| Шотландія Scottish Albums (OCC)                      | 1               |
| Slovak Albums (ČNS IFPI)                             | 4               |
| Іспанія Spanish Albums (PROMUSICAE)                  | 3               |
| Швеція Swedish Albums (Sverigetopplistan)            | 1               |
| Швейцарія Swiss Albums (Schweizer Hitparade)         | 3               |
| Велика Британія UK Albums (OCC)                      | 1               |
| США Billboard 200                                    | 1               |
| США Dance/Electronic Albums (Billboard)              | 1               |
| США Top R&B/Hip-Hop Albums (Billboard)               | 1               |

### Річні чарти
| Чарт (2022)                           | Позиція |
| ------------------------------------- | ------- |
| Australian Albums (ARIA)              | 56      |
| Belgian Albums (Ultratop Flanders)    | 25      |
| Belgian Albums (Ultratop Wallonia)    | 72      |
| Danish Albums (Hitlisten)             | 71      |
| Dutch Albums (Album Top 100)          | 21      |
| French Albums (SNEP)                  | 79      |
| Lithuanian Albums (AGATA)             | 44      |
| New Zealand Albums (RMNZ)             | 43      |
| Portuguese Albums (AFP)               | 48      |
| Spanish Albums (PROMUSICAE)           | 63      |
| Swiss Albums (Schweizer Hitparade)    | 35      |
| UK Albums (OCC)                       | 35      |
| US Billboard 200                      | 21      |
| US Top R&B/Hip-Hop Albums (Billboard) | 11      |

## Сертифікації та продажі
| Регіон                                                      | Сертифікація | Продажі   |
| ----------------------------------------------------------- | ------------ | --------- |
| Канада (Music Canada)                                       | Золотий      | 40 000    |
| Данія (IFPI Denmark)                                        | Золотий      | 10 000    |
| Франція (SNEP)                                              | Золотий      | 50 000    |
| Італія (FIMI)                                               | Золотий      | 25 000    |
| Нова Зеландія (RIANZ)                                       | Золотий      | 7500      |
| Велика Британія (BPI)                                       | Золотий      | 100 000   |
| США (RIAA)                                                  | Платиновий   | 1 000 000 |
| продажі+прослуховування, що базуються лише на сертифікаціях |              |           |